# Sjabbe Bouman
Sjabbe Bouman (* 17. September 1915; † 4. November 2008) war ein niederländischer Mittelstreckenläufer, der sich auf die 800-Meter-Distanz spezialisiert hatte.
1938 wurde er Vierter bei den Leichtathletik-Europameisterschaften in Paris und stellte dabei mit 1:52,3 min einen nationalen Rekord auf, der bis 1947 Bestand hatte.